# Nakajima Taiga
Taiga Nakajima (sinh ngày 1 tháng 8 năm 1999) là một cầu thủ bóng đá người Nhật Bản.

## Sự nghiệp câu lạc bộ
Taiga Nakajima đã từng chơi cho Gamba Osaka.